# Pergament
Pergament ili pergamena (lat. charta pergamena: pergamski papir, po antičkom gradu Pergamu) je pisaća podloga napravljena od kože sitne stoke (obično koze i ovce). U antičko doba pisalo se na životinjskoj koži u mnogim civilizacijama (na primjer u drevnoj Mezopotamiji i Egiptu) već u 2. tisućljeću pr. Kr., ali se vjeruje da je postupak za dobivanje pergamenta bio usavršen u Pergamu u doba helenističkih vladara Atalida u 2. stoljeću pr. Kr., i to kao odgovor na egipatsku zabranu izvoza papirusa u taj grad. 
Postupak za izradbu pergamenta vrlo je jednostavan i nije se mijenjao stoljećima: životinjska se koža najprije 3 dana umakala u vapnenu vodu da se uklone ostatci mesa i masti. Potom se čistila od dlaka i razapinjala. Očišćena i osušena koža tada se glačala i rezala u četvrtaste komade koji su se mogli savijati i tako su se dobivala dva ili četiri lista na kojima se moglo pisati. Prednosti su pergamenta nad papirusom bile velike: pergament je bio čvršći i trajniji, napisani tekst mogao se brisati (zapravo ostrugati), pa pergament ponovno koristiti (lat. palimpsest), minijaturisti su mogli izrađivati slike u bojama, a važna posljedica uporabe toga materijala pojava je novog oblika knjige – kodeksa. Borba između pergamenta i papirusa trajala je tijekom antike i u prvim stoljećima srednjeg vijeka. U srednjom vijeku pergamentni kodeksi postali su uobičajeni oblik knjige, a tek potkraj toga razdoblja pojavio se nov materijal – papir, koji je bio jeftiniji i koji je, posebice pojavom tiskarske preše, istisnuo iz uporabe pergament. Pergament se koristio i poslije, sve do današnjih dana, za uvezivanje knjiga, izradbu različitih dokumenata, diploma i slično.

## Povijest pergamenta
Oko 200. pr. Kr. jedan od faraona iz dinastije Ptolemejevića zabranio je izvoz papirusa iz Egipta, kako bi spriječio razvoj knjižnica u drugim zemljama. Ovakva situacija primorala je korisnike papirusa da nađu alternativni materijal pogodan za pisanje odnosno prenošenje poruka i pohranjivanje znanja. U gradu Pergamu, (u današnjoj Turskoj), proizveden je materijal pogodan za pisanje i dobio naziv pergament. Bio je trajniji i postojaniji na vlagu od papirusa. Sve do danas, smatra se jednim od najboljih materijala za pisanje perom i tintom. Upotreba pergamenta proširila se uskoro po čitavom Zapadu. Redovnici su bili glavni potrošači pergamenta i imali su, na primjer, u samostanu u St. Gallenu radionice za izradu pergamenta. Kao materijal za običnu upotrebu, pergament je bio neprikladan i vrlo skup, pa ga u kasnom srednjem vijeku sve više potiskuje papir.

### Pergament u Hrvatskoj
U Hrvatskoj su se na pergamentu pisale isprave i knjige tijekom srednjeg vijeka, a najviše se proizvodio u samostanima. Popovi glagoljaši pisali su knjige na pergamentu čak do 18. stoljeća.

## Izrada
Pergament se izrađivao preradom tankih koža najčešće mladih životinja: koza, ovaca, teladi, magaraca pa i zmija. Proces izrade bio je vrlo jednostavan. S oguljenih životinjskih koža odstranila se dlaka, zatim se koža tretirala vapnom. Depilirana koža napinjala se na drvene okvire i postupno sušila. Sljedeća faza bilo je brušenje pomoću vulkanskog pijeska i glačanje uz pomoć kosti ili glatkim kamenom. Što je pergament bio tanji to je bio cijenjeniji. Zadnja faza bila je natapanje ispeglane kože u ulju, i sušenje ulja s ciljem da se postigne odgovarajuća elastičnost.

## Pergament danas
Pergament je i danas u upotrebi za različite svečane prigode, kad je potrebno izraditi povelje, priznanja i slično (Versajski ugovor, Povelja UN-a, Povelja grada Zagreba, Nobelova nagrada).